# Liste der Kulturdenkmäler in Monzernheim
In der Liste der Kulturdenkmäler in Monzernheim sind alle Kulturdenkmäler der rheinland-pfälzischen Ortsgemeinde Monzernheim aufgeführt. Grundlage ist die Denkmalliste des Landes Rheinland-Pfalz (Stand: 25. März 2025).

## Einzeldenkmäler
| Bezeichnung                           | Lage                                                | Baujahr                            | Beschreibung | Bild                           |
| ------------------------------------- | --------------------------------------------------- | ---------------------------------- | --- | ------------------------------ |
| Katholische Kirche St. Johann Baptist | Am Pfarrhof 1 Lage                                  | 14. Jahrhundert                    | einschiffiger Putzbau, gotischer Chor 14. Jahrhundert, spätgotisches Schiff 15. Jahrhundert | weitere Bilder Fotos hochladen |
| Katholisches Pfarrhaus                | Am Pfarrhof 4 Lage                                  | 18. Jahrhundert                    | ehemaliges katholisches Pfarrhaus; Walmdachbau, im Kern aus dem 18. Jahrhundert, Veränderungen im 19. Jahrhundert | BW                             |
| Kriegerdenkmal und Grabmäler          | Bahnhofstraße, auf dem Friedhof Lage                | zweite Hälfte des 19. Jahrhunderts | neuklassizistisches Kriegerdenkmal 1914/18, Soldat, Kunststein, bezeichnet 1921; auf dem alten Friedhofsteil: zahlreiche Grabmaltypen, zweite Hälfte des 19. Jahrhunderts, unter anderem Grabstein der Familie Acker um 1909 | BW                             |
| Hofanlage                             | Bahnhofstraße 10 Lage                               | erste Hälfte des 18. Jahrhunderts  | Dreiseithof; barockes Wohnhaus, teilweise Zierfachwerk, erste Hälfte des 18. Jahrhunderts; Wirtschaftsgebäude, 18. oder 19. Jahrhundert                                                                                      | BW                             |
| Evangelische Kirche                   | Schulstraße 4 Lage                                  | 1723/24                            | ehemalige reformierte Kirche; barocker Saalbau, 1723/24 | weitere Bilder Fotos hochladen |
| Fronhof                               | Sickingenstraße 2 Lage                              | 16. Jahrhundert                    | Mansardwalmdachbau, im Kern wohl aus dem 16. Jahrhundert, im 18. Jahrhundert barock überformt, Renaissance-Hofpforte, um 1660                                                                                                | BW                             |
| Wasserbehälter                        | westlich des Ortes; Flur An der Alzeyer Straße Lage | 1905                               | romanisierender Jugendstiltypenbau, bezeichnet 1905 | BW                             |